# Dinoplax gigas
Dinoplax gigas är en blötdjursart som först beskrevs av Gmelin 1791.  Dinoplax gigas ingår i släktet Dinoplax och familjen Ischnochitonidae. Inga underarter finns listade i Catalogue of Life.